# Атлетіку (Лісабон)
«Атлетіку» (порт. Atlético Clube de Portugal) — португальський футбольний клуб з міста Лісабон, заснований 1942 року. Виступає у Сегунда-Лізі Португалії. Домашні матчі проводить на стадіоні «Тападінья», який вміщує 10 000 глядачів.

## Історія
«Атлетіку» було засновано 18 вересня 1942 року шляхом злиття двох клубів: «Каркавеліньюш» (створений в 1912 р.) та «Уніау Ліжбоа» (1910). Перший офіційний матч команда провела 11 жовтня 1942-го проти «Бенфіки», програвши з рахунком 5-1. В 40-х роках клуб двічі виходив у фінал Кубка Португалії. В першому фіналі на «Національному стадіоні» вони програли «Спортінгу» 4-2. Через 3 роки у фіналі перемогла «Бенфіка» (2-1). У вищому дивізіоні Португалії «Атлетіку» провів 24 сезони, останній з яких в 1976-77. В сезоні 2011-12 «Атлетіку» вийшов в Сегунда-Лігу, де продовжує виступати і посьогодні.

## Досягнення
- Чемпіонат Португалії
  - Бронзовий призер (2): 1943-44, 1949-50

- Кубок Португалії
  - Фіналіст (2): 1945-46, 1948-49